# ツチスドリ
ツチスドリ（土巣鳥、英: Magpie-lark、学名: Grallina cyanoleuca）は、オーストラリアにおいてよく見られる小-中型の鳥類である。
本種はこれまでツチスドリ科 Grallinidae や、オウチュウ科 Dicruridae に分類されていたが、2008年以降、新しいカササギヒタキ科 Monarchidae に置かれるようになった。

## 分布
タスマニア州ならびに西オーストラリア州の北-西部におよぶ内陸の砂漠の一部を除くオーストラリア全域に分布し、タスマニア州ではまれとされる。都市ならびに農村部とも普通種で極めて広く知られた鳥であり、人の居る場所にうまく適応している。本種はまた、ニューギニア島南部にも生息する。

## 分類
ツチスドリは、1801年にイギリスの鳥類学者ジョン・ラサムにより Corvus cyanoleucus の学名で初めて記載された。多くのオーストラリア産鳥類と同様、英名はヨーロッパからの入植者に馴染みのある北半球の鳥類に対しての類似点により名付けられた。本種の英名は Magpie-lark であるが、実際には "magpie" （カササギ類）でも "lark" （ヒバリ類）でもなく、その他鳥類との事実関係は不明であるが、別にどちらも近縁種ではない。本種は伝統的に、泥土で巣をつくるオオツチスドリ科 Corcoracidae からツチスドリ科 Grallinidae、もしくはオウチュウ科 Dicruridae のなかに置かれていたが、現代の DNA 研究において明らかにされ、今日では、カササギヒタキ科 Monarchidae のグループに分類されている。
ツチスドリには一般に多くの別名があり、南オーストラリア州では "Murray magpie" （マレー〈マリー〉カササギ）、ビクトリア州や西オーストラリア州では "mudlark" （ツチヒバリ〈巣による〉）とされ、また、ニューサウスウェールズ州やクイーンズランド州においては "peewee" （pee-wee、ピーウィー〈鳴き声による〉）として知られ、"peewit" （鳴き声: pee-o-wit）とも呼ばれる。本種は、ピルバラの中・西部の Yindjibarndi 族の間では yilimbirraa として知られていた。

### 亜種
2亜種が認められている。
- G. c. neglecta Mathews, 1912 - オーストラリア北部、ニューギニア島南部、およびティモール島に分布する[5]。
- G. c. cyanoleuca (Latham, 1801) - 基亜種。オーストラリアの北部および最乾燥地帯を除く地域に分布する[5][13]。

## 形態

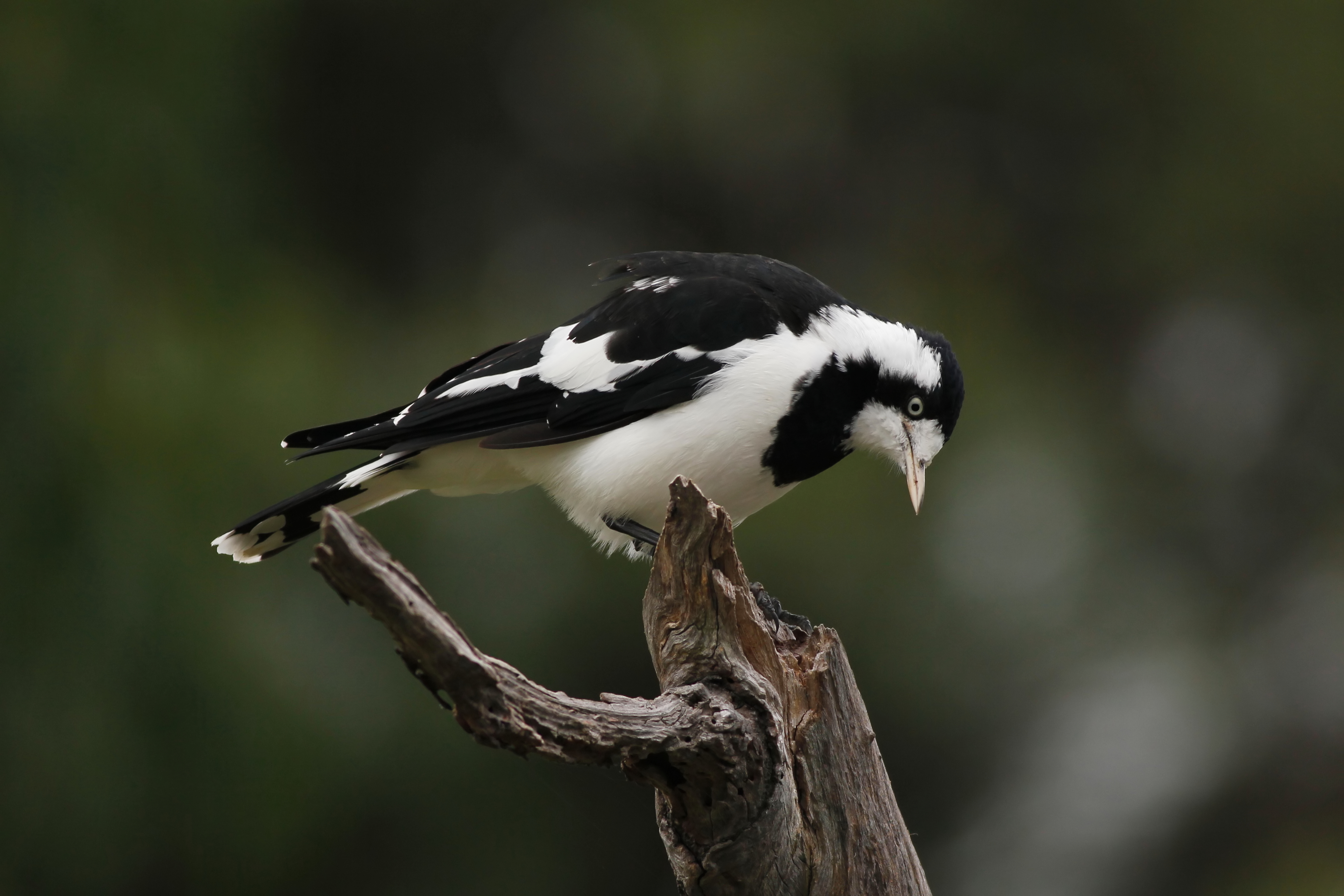
ツチスドリの雌（メルボルン）
雌は喉が白く、雄の喉は黒い。

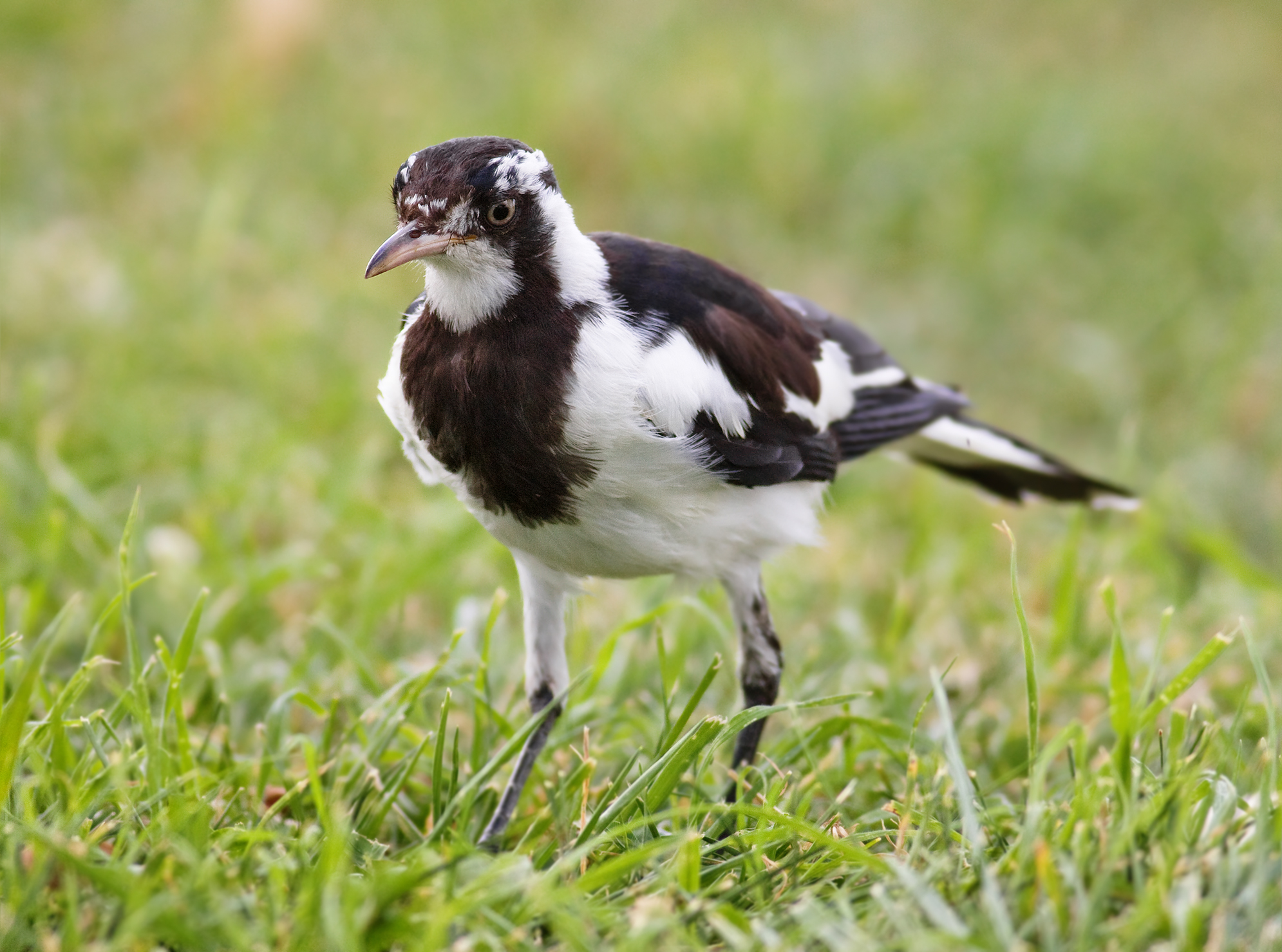
ツチスドリの若鳥（キャンベラ）

ツチスドリの成長は、全長約27cm (26-30cm) で、クロウタドリぐらいの大きさ（日本のヒヨドリ大）であり、くっきりとした黒色と白色の斑を持つ。体重は雄が63.9-118g、雌が60-94.5g。上面は黒く、腰は白色で、黒い尾の先端は白い。胸に黒色があるが下面および下尾筒は白い。黒い翼には白斑がある。頭頂は黒く、くちばしは白色で、目の虹彩は黄色みのある白色。足は黒い。遠目からは雌雄ともよく似るが、識別は簡単であり、雌は白色の額と喉を持ち、雄の喉は黒くて、白い「眉斑」を持つ。幼鳥や若鳥は雌雄とも、雌のように喉が白くかつ雄のような白い眉斑と黒い過眼線があり、くちばしや目は暗色で、それに白色の腹を持つが、額および頭頂から後頸や胸にかけての黒色は褐色みを帯びる。

## 生態
ツチスドリは、オーストラリア一帯の身近な場所に生息する。単独もしくはつがいで電線にとまったり、露出した地面の一画、とりわけ水辺地帯もしくは沼地を歩き回っている。

### 採餌

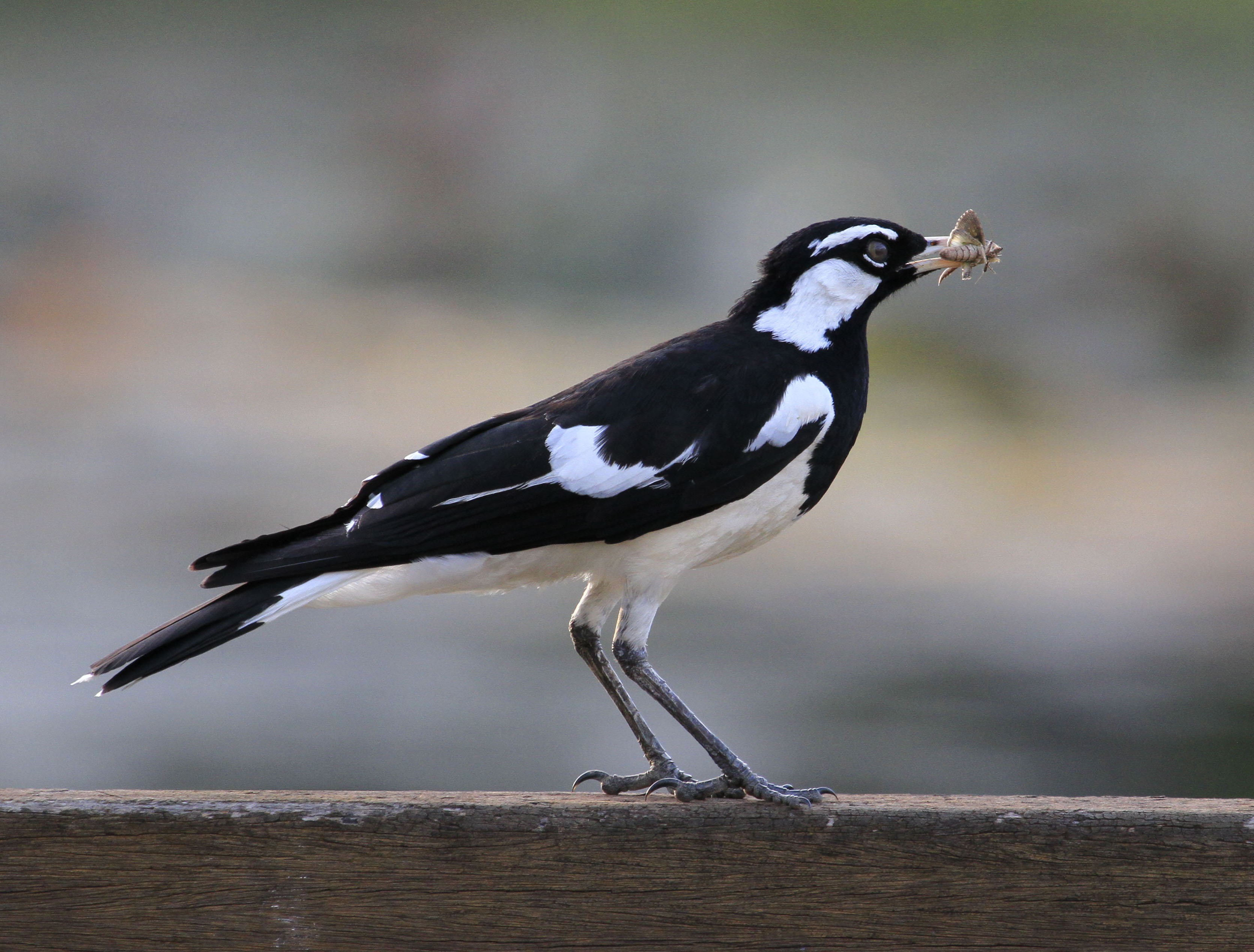
餌を捕らえた雄
（ノーザンテリトリー、Durack Lakes）

主に肉食性の種であり、昆虫や巻き貝など多様な種類の小さな生き物を食べるツチスドリは、異なる広範な生息域に適応することができ、わずかに必要なものとしては、採餌のための裸地や、巣をつくるための泥土があること、それに営巣するための木があることである。かれらは農耕から大いに恩恵を受けており、肥沃な地域の密林の開拓や乾燥地帯の地下水の供給は、ともにカササギフエガラスやツチスドリのような、露出した土地や短草の地で採食する種にとって恵みであった。
見晴らしの効く場所において観察していると、それぞれ数十羽からなる緩い「群れ」となったツチスドリの集団群が観察される。秋季には共同の塒（ねぐら）をつくり、時に500羽ぐらいの群れとなって採餌する。そのような行動は、とりわけ豊かな農業地域では一般的である。この行動は、単に豊かな採餌領域を示すとも考えられるが、おそらくはつがい形成ないし繁殖に関連する。
ツチスドリは、積極的に縄張りをもって果敢によく防御し、6-8haとなるその縄張りでは、カササギフエガラス、ミナミワタリガラス、ワライカワセミのような大きな種や、さらにはオナガイヌワシなど、猛禽類にも対抗する。かれらはまた自分たちの縄張りを守るために人間を攻撃することが知られており、そのような攻撃は普通、営巣場所の60m以内で起こる。人への攻撃はズグロトサカゲリやカササギフエガラスほど激しくはないが、それらはやはり受ける者の衝撃もしくは軽い傷を負うこともある。

### 繁殖

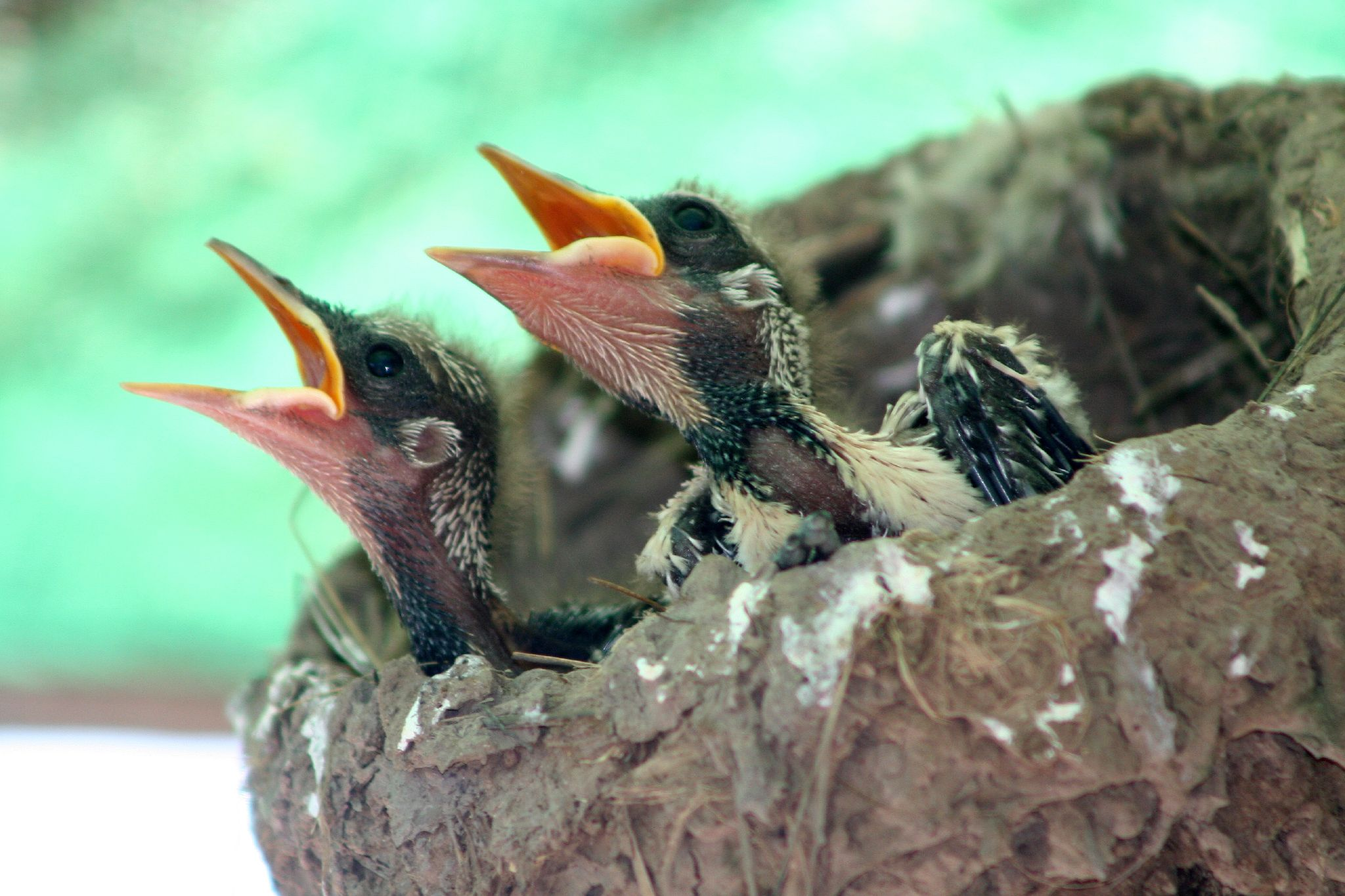
泥土の巣にいる2羽の雛

本種は、一般に生涯つがいとして（別離が知られないこともないが）ともに縄張りを守る。巣は円形で、直径およそ15cm、側面が垂直の椀型であり、通常は近くに水があり、高さ約6-15mの水平な枝や、電柱の横梁の上などにつくられる。草や植物性の素材が泥土に厚く練り込まれてつくられ、そして十分に草および羽毛や毛が敷かれる。繁殖は時節に応じ、通常は肥沃な南では8月から2月にかけて、乾燥地帯では決まって雨の後であり、また一度に複数の雛が条件の許す限り一般的である。一腹3-5個（通常4個）の卵を雌雄ともに抱卵する。卵の大きさは約29×21mm (24-31×19-22mm) で、白から淡桃色に赤褐色を帯びた斑点や染みがある。卵は18日までに孵化し、雛は孵化後およそ3週間で巣立つ。時にその巣がすべての雛に対して十分な大きさでないことから、ほんの少しの雛だけが生き残ることもかなり一般的にあり、それ故、ある雛が時として別の雛を巣の外へと押しのけることもあり、雛は落下で生き残らない可能性が非常に高い。巣立った雛はその後3-5週にかけて親鳥から給餌される。

### 鳴き交わし

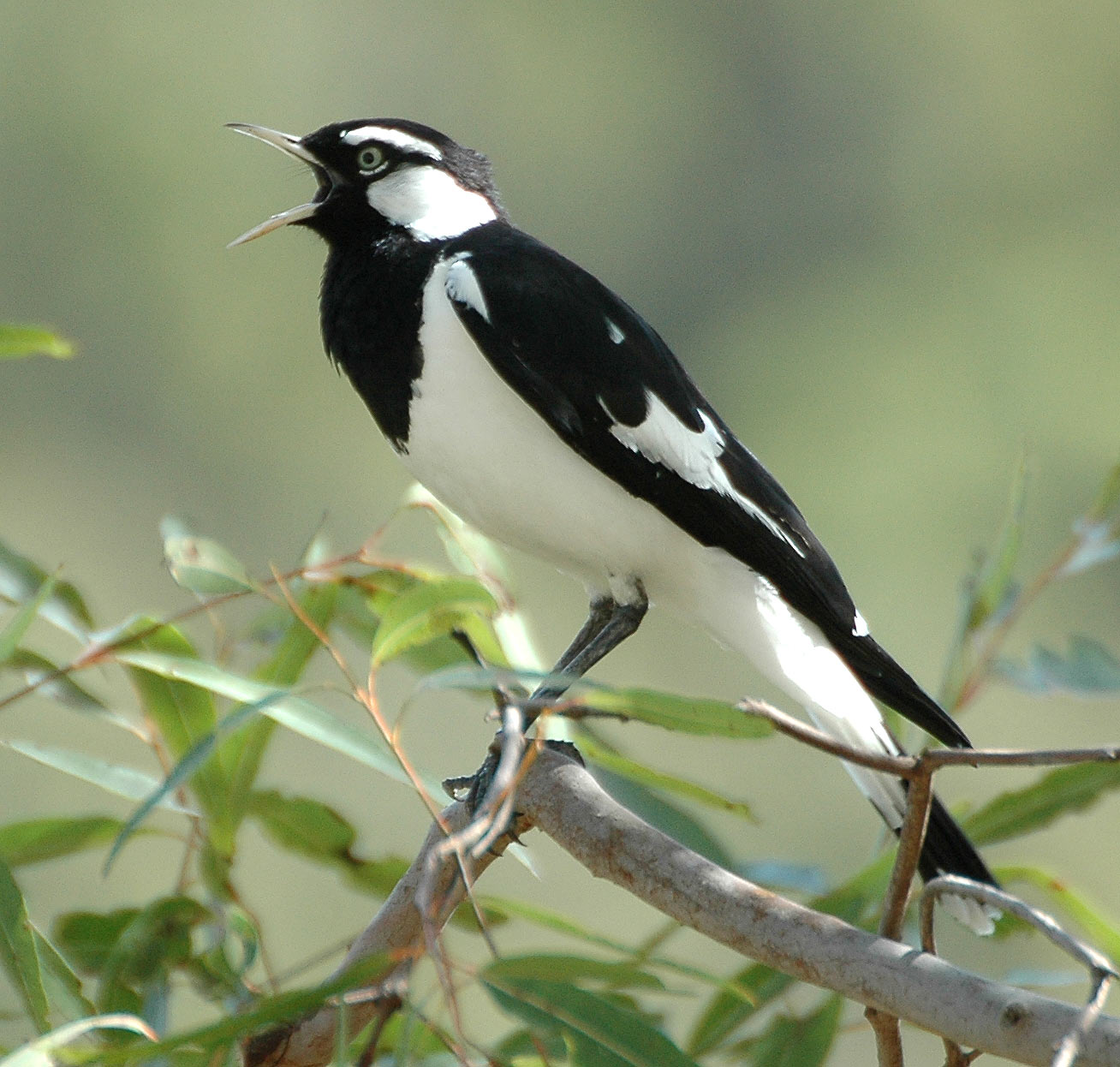
ツチスドリの雄
（クイーンズランド州 Kobble Creek）

ツチスドリは、世界中の鳥類のなかで、雌雄一緒になって囀ることで知られる200余種のうちの1種である。つがいが翼を高く上げて鳴き交わす。通常、雄から鳴き始め、それぞれの相手がおよそ1秒間に1つの調子を発しては、半秒ほど句切るが、囀っている鳥が1羽ではなく、実際は2羽であるということを人は気づき難い。
従来、その鳴き交わしの機能は、縄張りを守るため、またはつがいの絆を維持するためと考えられてきた。さらに最近では、それが婚外関係を防ぐために役立つのではないかといわれている。すなわち、雄はつがい相手（配偶者）を引きつけるために鳴き、雌はこの特定の雄が既に相手がいることを雌の競合相手に知らせるために加わるとする。鳥の囀りについてはこれまで多くの調査が北半球でなされているが、そこで雌の囀るものはかなり少数であり、鳴き交わしについてはほとんどよく分からないままである。
ツチスドリの場合、鳴き交わしは、協力してなされることが現在知られている。雌雄は自分たちの縄張りを守るために一緒になって囀る。ツチスドリは単独の競争相手の声よりも他の鳥の鳴き交わす声に反応してより活発に囀り、また、既存および近隣に縄張りのある見慣れた鳥よりもむしろその声の主がまだ知らない者である場合に、より積極的に鳴く。ただし、近くにいるつがいの「間違った」場所からの鳴き声には（鳴き声が録られ、実験者によって再生されたときのように）、激しい反応をきたす。このことは明らかに、かれらが近隣にいる者が誰であるかについて正確に把握していることを示している。